# 山原さくら
山原 さくら（やまはら さくら、1992年12月11日 - ）は、高知県高知市出身の女子競輪選手。日本競輪選手会山口支部所属、ホームバンクは防府競輪場（2024年10月17日より）。日本競輪学校（当時。以下、競輪学校）第104期生。師匠は実父でもある山原利秀（63期）。父とは、2017年7月よりスタートした『L級』の創設を告知するポスターで共演している。

## 来歴
高知県立高知工業高等学校3年生であった2010年より自転車競技を開始。同年はジュニアオリンピック（岐阜競輪場）スプリントで優勝。また、全日本自転車競技選手権大会（全日本選手権）・スプリントでは、前田佳代乃に次いで2位に入った。
2011年、高校を卒業し日東商事に就職。社会人となってからもアマチュア選手として競技への参戦を続け、同年の全日本アマチュア自転車競技選手権大会（全アマ）・スプリントで、前田佳代乃を破って優勝。また全日本選手権・ケイリンで2位となる。だが、同大会での優勝種目がなかったため、この時点で2012年開催のロンドンオリンピック出場への道が絶たれた。その後、父を追って競輪選手に転向することを決意し、競輪学校第104回（女子第2回）入学試験を技能試験で受験、12月16日に合格の知らせを受ける。
2012年5月に競輪学校に第104期生として入学し、翌2013年3月29日に卒業。在校競走成績は第2位（35勝）であった。4月10日に競輪選手として登録されたのち5月11日、松戸競輪場でデビューし、初勝利を挙げた。5月13日、同場で初優勝を飾る。同年末のJFN杯ガールズグランプリに、石井寛子、梶田舞とともにデビューから7か月で初出場を果たす（第1回を除いて当時史上最速）。
2015年5月24日、高知競輪場で通算100勝を達成。
2016年3月12日、名古屋競輪場で行われたガールズケイリンコレクション名古屋ステージで優勝、初タイトルを獲得。
2017年5月13日、いわき平競輪場で通算200勝を達成（以下の外部リンクを参照）。
2019年2月22日、大垣競輪場にて3日間とも1着で完全優勝を果たし、通算300勝を達成。ガールズケイリンでは奥井迪、石井寛子に続く3人目の記録であり、登録日から5年10ヶ月12日（登録日を含まない）、470戦目（勝率.638）での達成であった。なお、ガールズケイリンでは登録日から7年以内に通算300勝を達成した選手は規程に基づき公益財団法人JKAより表彰されることになっており、4月7日に地元・高知競輪場にて通算300勝表彰式が執り行われた。ただ、同年11月のガールズグランプリトライアル（競輪祭期間中開催）前検日に腹痛で倒れて病院に緊急搬送され、卵巣嚢腫茎捻転と診断され手術を受けたことでトライアルは急遽欠場した。その後は暫く静養のためレースを欠場したが、復帰試験にも合格したことで、2020年5月21日からの小倉FIIにて復帰した。
2021年8月29日、岸和田FII2日目第6レース（予選２）において1着となり、石井寛子、奥井迪に次ぐガールズケイリン史上3人目となる通算400勝を達成。 12月20日、高知FII（ミッドナイト）初日第7レース（予選１）で1着となり、通算取得賞金が1億4万4800円となり、ガールズケイリンでは史上7人目となる通算取得賞金額1億円を突破。8年7か月10日（デビュー日を含む）での達成であった。
2022年はビッグレースでのタイトル獲得はなかったものの、安定した活躍を見せてコンスタントに賞金を積み上げ、競輪祭終了時点で賞金ランキング5位となり、同年末のオッズパーク杯ガールズグランプリに6年ぶりの出場を決めた。そしてグランプリはゴール前で交わされ2着となり初のグランプリ制覇はならなかった。
2023年4月20日、前橋FII（ミッドナイト）2日目第2レースで勝利し、通算500勝を達成。ガールズケイリンでは同年3月20日に達成した奥井迪に次ぐ3人目の記録であり、登録日から10年0か月10日での達成であった。
大病から復帰した時にはコロナ禍となっており満足に練習ができずモチベーションが下がっていた時期もあったが、防府での開催後の居残り練習に地元選手が付き合ってくれたことや、ガールズ選手も多く在籍していることから、以後は防府にも積極的に出稽古に出向くようになった。そして、本格的に防府で練習に打ち込むべく、2024年10月17日付けで山口支部へ移籍した。同年12月14日 、いわき平FII2日目第7レース（ガールズ予選２）で勝利し、ガールズケイリンでは石井寛子に次いで史上2人目の通算600勝を達成。

## 主な獲得タイトルと記録
- 2016年 - ガールズケイリンコレクション名古屋ステージ（3月）
- 通算300勝達成 - 2019年2月22日、大垣FI最終日（表彰対象）
- 通算400勝達成 - 2021年8月29日、岸和田FII2日目
- 通算500勝達成 - 2023年4月20日、前橋FII2日目（表彰対象）
- 通算600勝達成 - 2024年12月14日、いわき平FII2日目
- 通算取得賞金1億円突破 - 2021年12月20日、高知FII初日（ガールズケイリン史上7人目）